# Conão de Samos
Conão de Samos (ca. 280 a.C. — ca. 220 a.C.) foi um astrônomo grego e matemático. Ele é primariamente lembrado por nomear a constelação Coma Berenices.

## Vida e trabalho
Conão nasceu em Samos, Iônia, e morreu possivelmente em Alexandria, Egito ptolemaico, onde era astrônomo da corte para Ptolemeu III Evérgeta. 
Caio Valério Catulo dedicou um poema a Conão, em que descreve o episódio em que Berenice, esposa de Ptolemeu III Evérgeta, dedicou seus cabelos às deusas quando o rei voltou de sua campanha militar na Assíria, e, quando os cabelos sumiram, Conão identificou-os no céu, com a Cabeleira de Berenice, Coma Berenices.
Nem todos os astrônomos gregos aceitaram a atribuição. No Almagesto de Ptolemeu, Coma Berenices não é listado como uma constelação distinta. Entretanto, Ptolemeu faz atribuir várias indicações sazonais (parapegma) à Conão. Conão foi um amigo do matemático Arquimedes que ele provavelmente conheceu em Alexandria. 
Papo estabelece que a espiral de Arquimedes foi descoberta por Conão. Apolônio de Perga relatou que Conão trabalhou com seções cônicas, e seu trabalho se tornou a base para o quarto livro de Cônica de Apolônio. Apolônio mais tarde relata que Conão enviou alguns de seus trabalhos à Trasídeo, mas que estavam incorretos. Já que seu trabalho não sobreviveu é impossível avaliar a precisão do comentário de Apolônio.
Em astronomia, Conão escreveu em sete livros seu De astrologia, incluindo observações sobre eclipses solares. Ptolemeu mais adiante atribui dezessete "signos das estações" à Conão, embora isto possa não ter sido dado em De astrologia. Seneca escreve que "Conão foi um observador cuidadoso" e que ele "gravou eclipses solares observados pelos egípcios", embora a precisão desta declaração seja posta em dúvida. O romano Caio Valério Catulo escreve que Conão "discerniu todas as luzes do vasto universo e desvendou as ascensões e os cenários das estrelas, como o brilho flamejante do sol é escurecido e como as estrelas recuam em tempos fixos."